# 弗洛拉·海曼
弗洛拉·琼·海曼（Flora Jean Hyman，1954年7月31日—1986年1月24日），美国女子排球运动员，著名主攻手，曾与郎平和米雷亚·路易斯并称世界女排三大主攻手。
海曼曾获1984年夏季奧林匹克運動會排球比賽银牌。1986年1月24日，她在日本参加比赛时猝死。解剖后发现她患有马凡氏综合征，导致主动脉夹层而死亡。